# Albertatherium
Albertatherium es un género extinto de marsupiales didelfimorfos de la familia Didelphidae. Se han descrito dos especies a partir de fósiles norteamericanos datados en el Cretáceo Superior.

## Especies
- Albertatherium primus Fox, 1971 - Alberta,  Canadá.
- Albertatherium secundus Johanson, 1994